# Hlíðardalur
La Hlíðardalur est une petite vallée d'Islande située dans le Nord du pays, au nord-est du Mývatn et au sud de la caldeira du Krafla. La vallée est parcourue par la route 863 reliant la route 1 au sud au cratère de Víti au nord. Orientée nord-sud, elle est fermée par la Sandbotnafjall et le rebord de la caldeira du Krafla au nord, encadrée par la Dalfjall à l'ouest et la Halaskogsfjall à l'est et s'ouvre sur le Búrfellshraun au sud.

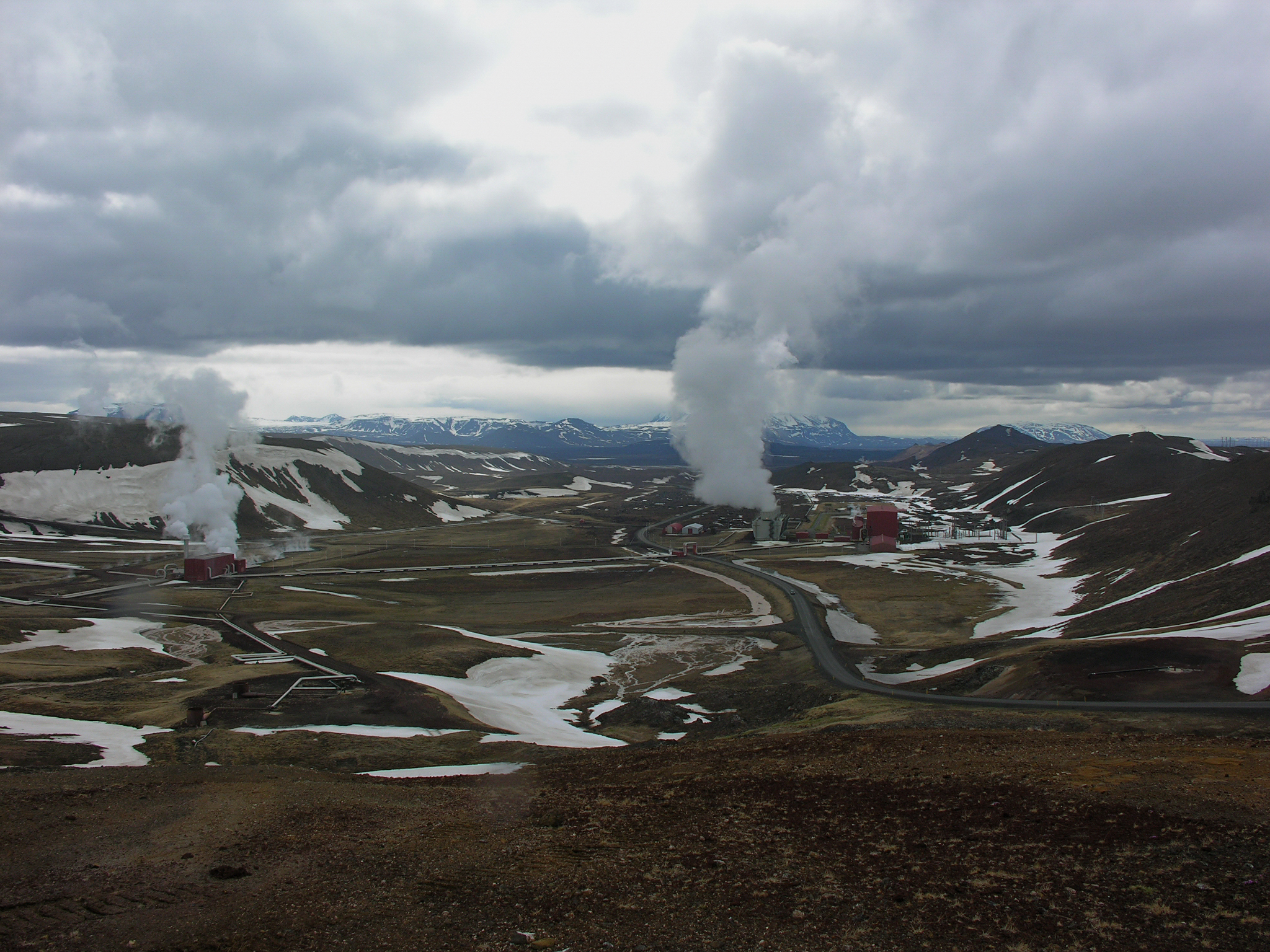
Vue depuis le Krafla en direction du sud avec la Hlíðardalur derrière la centrale géothermique de Krafla.